# Tasimiidae
Tasimiidae zijn een familie van schietmotten.